# نمانیا چالاسان
نمانیا چالاسان (سیریلیک صربی: Немања Ћаласан؛ زادهٔ ۱۷ مارس ۱۹۹۶) بازیکن فوتبال اهل صربستان است.
وی همچنین در تیم‌های ملی فوتبال زیر ۲۰ سال صربستان، زیر ۲۱ سال صربستان، و صربستان بازی کرده‌است.